# Кушнирский, Олег Семенович
Олег Семенович Кушнирский (род. 1 марта 1960 года, Хмельницкий, УССР, СССР) — коллекционер произведений русского религиозного искусства XVII — начала XX веков, бизнесмен, основатель международной логистической компании Fine Art Shippers (Нью-Йорк), меценат.

## Биография
Родился и вырос в городе Хмельницкий на Украине в еврейской семье, в ранней юности учился на фармацевта. В 1978—1980 годах служил в Советской армии фотографом на Северном флоте. После демобилизации переехал в Ленинград, где жил в огромной двенадцатикомнатной коммунальной квартире в доме 26 на улице Чайковского и совершенствовал своё профессиональное мастерство под руководством мэтра фотографии Григория Земцовского. В 1980-е годы занимался преимущественно фотографированием произведений искусства и антиквариата, работал фотографом в Ленинградском высшем художественно-промышленном училище имени В. И. Мухиной (ныне — Художественно-промышленная академия имени барона А. Л. Штиглица) и Государственном Эрмитаже, где знакомился с историей мировой культуры и учился отличать подлинники от более поздних подделок. Эти знания и навыки сыграли впоследствии решающую роль в его пути как коллекционера. К середине 1980-х годов Олег Кушнирский, уже собиравший иконы, лично знал многих из тех, кто входил в закрытый круг питерских коллекционеров-антикваров. Он неоднократно ездил в экспедиции, преимущественно в города Русского Севера, где искал экспонаты для пополнения своей коллекции.
Большое значение в жизни О. С. Кушнирского имели годы близкой дружбы с известным живописцем, графиком и книжным иллюстратором Рудольфом Моисеевичем Яхниным (1938—1997) и Михаилом Леонидовичем Звягиным (1931—2021). И М. Л. Звягин, и О. С. Кушнирский эмигрировали из Петербурга в США в 1992 году, после чего общались особенно интенсивно. Во многом под влиянием общения с этим серьёзным и глубоким художником, сформировалось восприятие О. С. Кушнирским иконы как историко-культурного памятника и произведения искусства, чье значение намного шире сугубо утилитарных молитвенно-религиозных функций. Собранные до эмиграции иконы О. С. Кушнирский оставил в России, начав в США формировать свою коллекцию заново.
В 1990-е годы рынок русского религиозного искусства в США переживал расцвет, вызванный как снятием запрета на торговлю иконами и вывоз их из России (при получении, разумеется, соответствующей разрешительной документации), так и новой, весьма массовой, волной иммиграции; среди «новых американцев» были и те, кто привезли с собой произведения искусства. Именно тогда начали складываться собрания Гордона Б. Лэнктона, Виктора Бондаренко, Джоан и Эдварда Симпсонов и другие. В это время на американский рынок хлынул и поток современных подделок икон, выдаваемых за произведения, созданные несколько столетий назад. В отличие от многих американцев, только в пост-советские годы впервые заинтересовавшихся историей и искусством России, у Олега Кушнирского, благодаря его опыту коллекционера в Ленинграде и многочисленным поездкам по церквям и храмам провинциальной России, где многое сохранилось в первозданном, не перелицованном реставраторами, виде, эти знания и навыки были. В 1993—2003 годах (коллекция дополнялась и в последующие годы), уже в США, Олег Кушнирский собрал новую коллекцию многосюжетных икон, связанных с православными праздниками; позднее хранитель коллекции поздней русской иконописи Государственного Эрмитажа Анна Иванникова подготовила каталог коллекции Олега Кушнирского, опубликованный московским издательством «Эксмо». Статью о жизненном пути О. С. Кушнирского для этой книги написал иерусалимский историк, социолог и культуролог Алек Д. Эпштейн.
В 1994—2004 годах Олег Кушнирский владел магазином «Russian Heritage Store» в Антикварном центре нью-йоркского района Челси, где продавались иконы, изделия декоративно-прикладного искусства из серебра и фарфор — как императорский, так и первых лет советской власти. На протяжении двадцати лет участвовал в крупнейших ярмарках искусства и антиквариата, в том числе в «Miami Antique Show». Позднее основал международную логистическую компанию «Fine Art Shippers», специализирующуюся на транспортировке произведений искусства, работой которой руководит и поныне.
Произведения искусства, находящиеся в собрании О. С. Кушнирского, неоднократно участвовали в выставках в различных галереях в США, а также экспонировались в Музее русской иконы в Москве, где в апреле 2023 года прошла и презентация альбома-каталога его коллекции, на которой, в частности, выступил видный историк и искусствовед Сергей Брюн.